# Steereomitrium minutum
Steereomitrium minutum là một loài Rêu trong họ Haplomitriaceae. Loài này được E.O. Campb. mô tả khoa học đầu tiên năm 1987.